# Уоллоп, Исаак Ньютон, 5-й граф Портсмут
Исаак Ньютон Уоллоп, 5-й граф Портсмут (англ. Oliver Henry Wallop, 8th Earl of Portsmouth; 11 января 1825 — 4 октября 1891) — британский пэр.

## Происхождение и образование
Родился 11 января 1825 года. Единственный сын Ньютона Феллоуза, 4-го графа Портсмута (1772—1854), и его второй жены, леди Кэтрин Фортесью (1787—1854), дочери Хью Фортескью, 1-го графа Фортескью (1753—1841). Ему дали имя Исаак Ньютон Феллоуз при рождении. В 1854 году по королевской лицензии его имя было официально изменено на Исаак Ньютон Уоллоп.
Он получил образование в школе Рагби и поступил в Тринити-колледж в Кембридже, где получил степень магистра искусств.

## Документы Ньютона
В 1872 году лорд Портсмут пожертвовал своей альма-матер, Тринити-колледж в Кембридже, обширную коллекцию статей сэра Исаака Ньютона, которая перешла через внучатую племянницу Ньютона Кэтрин Кондуитт (? — 1750), дочь Джона Кондуитта и Кэтрин Бартон, в семью Уоллопов после её замужества с Джоном Уоллопом, виконтом Лимингтоном (1718—1749).
Университет назначил комитет под председательством Джона Куча Адамса и сэра Джорджа Стоукса для рассмотрения документов. Адамс и Стоукс выбрали только научные работы Ньютона, не желая запятнать его репутацию просвещенного интеллектуала и ученого. Потратив шестнадцать лет на каталогизацию работ Ньютона, Кембриджский университет сохранил небольшое их количество, а остальные вернул графу Портсмуту.

## Брак и дети
15 февраля 1855 года лорд Портсмут женился на леди Эвелин Алисии Джулиане Герберт (21 декабря 1834 — 1 октября 1906), дочери Генри Джона Джорджа Герберта, 3-го графа Карнарвона, от его жены Генриетты Анны Говард, дочери лорда Генри Томаса Говарда Молинье-Говарда. У них было двенадцать детей:
- Леди Розамонд Алисия Уоллоп (? — 19 ноября 1935), в 1882 году она вышла замуж за Огастеса Лэнгэма Кристи
- Леди Эвелин Камилла Уоллоп (? — 13 сентября 1894), в 1887 году она вышла замуж за члена парламента Уильяма Брэмптона Гердона
- Леди Кэтрин Генриетта Уоллоп (? — 21 августа 1935), в 1876 году она вышла замуж за Чарльза Милнса Гаскелла
- Леди Доротея Хестер Блютт Уоллоп (? — 29 декабря 1906), в 1886 году она вышла замуж за сэра Ричарда Райкрофта, 5-го баронета.
- Леди Гвендолен Маргарет Уоллоп (? — 14 февраля 1943), в 1891 году она вышла замуж за Вернона Джеймса Уотни
- Леди Генриетта Анна Уоллоп (? — 8 февраля 1932), в 1890 году она вышла замуж за Джона Карбери Эванса
- Ньютон Уоллоп, 6-й граф Портсмут (19 января 1856 — 4 декабря 1917), в 1885 году он женился на Беатрис Мэри Пиз
- Джон Феллоуз Уоллоп, 7-й граф Портсмут (27 декабря 1859 — 7 сентября 1925), умер неженатым.
- Оливер Генри Уоллоп, 8-й граф Портсмут (13 января 1861 — 10 февраля 1943), в 1897 году он женился на Маргарите Уокер, от брака с которой у него было двое сыновей:
  - Джерард Вернон Уоллоп, 9-й граф Портсмут
  - Достопочтенный Оливер Малкольм Уоллоп, отец Малкольма Уоллопа
- Достопочтенный Роберт Джерард Валойнс Уоллоп (6 июля 1864 — 22 августа 1940)
- Преподобный Достопочтенный Артур Джордж Эдвард Уоллоп (12 октября 1867 — 22 декабря 1898)
- Достопочтенный Фредерик Генри Артур Уоллоп (16 февраля 1870 — 9 августа 1953).

## Смерть
Лорд Портсмут скончался 4 октября 1891 года в возрасте 66 лет, и ему наследовал его старший сын, Ньютон Уоллоп, 6-й граф Портсмут.